# 香山醸造所
カヤマ醸造所（かやまじょうぞうじょ）は、株式会社ドレイコがどぶろく製造業を行う千葉県茂原市初の酒蔵である。
昔ながらの手作り製法・米と米麹で作られる無添加どぶろくかやまを発表。
瓶内2次発酵により炭酸を閉じ込めることで冷蔵長期保存を可能とした。

## 生産銘柄
- カヤマ醸造所 「スパークリングどぶろく かやま」その他純米酒 ‐ 500ml

## 限定生産銘柄
- カヤマ醸造所 「スパークリングどぶろく かやま」花ラベル その他純米酒 ‐ 500ml
- カヤマ醸造所 「純米発泡濁酒かやま」その他純米酒 ‐ 700ml

## 略歴
- 2015年（平成27年） カヤマ醸造所 酒蔵誕生
- 2017年（平成29年）2月 カヤマ醸造所 公式サイト＜どぶろくショップもろみ美人＞ 通信販売開始
- 2017年（平成29年）2月 どぶろくショップもろみ美人 サイト限定どぶろくかやま花ラベル販売開始
- 2017年（平成29年）4月 農林水産省 観桜会 どぶろくかやま花ラベルお披露目 各国大使・大臣に振舞われる
- 2017年（平成29年）4月 モンドセレクション2017にて金賞受賞
- 「スパークリングどぶろく かやま」から「純米発泡濁酒かやま」へ銘柄名変更
- 2017年（平成29年）10月 本格米麹甘酒「あまま」販売開始
- 2020年（令和2年）6月 カヤマ醸造所 公式オンラインショップを開設